# Hill Climb Racing
Hill Climb Racing ist ein zweidimensionales Rennspiel des finnischen Unternehmens Fingersoft. Es erschien zuerst 2012 für iOS und Android sowie 2013 für das Windows Phone. Im Spiel muss man als Einzelspieler mit verschiedenen Fahrzeugen auf verschiedenen Strecken (Stufen) fahren und dabei versuchen, möglichst weit zu kommen, um Rekorde zu erzielen. Mit eingesammelten Münzen kann man neue Stufen und Fahrzeuge erwerben und seine alten Fahrzeuge upgraden, um weiter fahren zu können.
Im ersten Jahr nach der Veröffentlichung wurde das Spiel über 100 Millionen Mal heruntergeladen, im Juli 2014 erreichte es 200 Millionen Downloads.

## Spielprinzip
Der Spieler spielt die Figur Newton Bill, einen Mann mit blauer Hose, rotem Oberteil und roter Mütze, und kann sich eines von mittlerweile 34 Fahrzeugen (mit der Werkstatt sind es 35) auswählen (der Jeep ist das einzige von Anfang an verfügbare Fahrzeug). Danach wählt er aus 32 Stufen, von denen bis auf das Hügelland die meisten freigekauft werden müssen, eine aus, und wird mit dem Fahrzeug in der betreffenden Umgebung abgesetzt. Nun kann er das Gas- und das Bremspedal betätigen, um das Fahrzeug nach vorne bzw. hinten zu beschleunigen oder in der Luft nach links bzw. rechts zu drehen. Dabei hat er stets zwei Anzeigenblätter zu RPM und boost auf dem Bildschirm. Die Stufen unterscheiden sich durch Farbe und Hintergrund, Schwerkraft, Reibung, Unterbrechungen des Bodens oder Decken und verschiedene Hindernisse (s. u.).
Ziel des Spiels ist es, möglichst weit zu kommen und möglichst viele Münzen (seit 2016 zusätzlich auch Diamanten) zu sammeln, bevor das Benzin ausgeht oder das Fahrzeug herunterfällt oder auf Newton Bill landet („Driver Down“). Nachfüllbenzin in Form von Kanistern befindet sich entlang der Strecke und muss eingesammelt werden, mit zunehmender gefahrener Strecke aber immer seltener, sodass es immer schwieriger wird, das nächste Benzin mit dem noch vorhandenen zu erreichen. Münzen können auf vier verschiedene Arten erlangt werden. Sie befinden sich in regelmäßigen Abständen am Boden der Strecke, wobei die Münzbeträge bei größerer zurückgelegter Entfernung ebenfalls größer werden; Zeiten, in denen das Fahrzeug in der Luft ist, bringen ebenfalls Geld (je länger die Luftzeit, desto größer der Gewinn); sogenannte Flips, die in der Luft vollführt werden können, bringen feste Münzbeträge (vor- und rückwärts 1000, bei anschließendem Tod 2500); und das Erreichen neuer, noch nie befahrener Stufenabschnitte (Level) bringt ebenfalls feste Geldbeträge, die sich mit mehr Entfernung immer weiter erhöhen. Das meiste Geld erhält man typischerweise über Luftzeiten und Bodenmünzen. Die Diamanten befinden sich ebenfalls entlang der Strecke, sind aber viel seltener. (1.33) Für Diamanten können Werkstatt-Pakete und verschiedene Booster erworben werden.
Mit den erlangten Münzen können entweder neue Stufen und Fahrzeuge zu festgelegten Preisen freigeschaltet werden, oder man kann damit Fahrzeuge aufrüsten. Alle Gefährte haben vier Kategorien, in denen sie zwischen 4 und 25 mal verbessert werden können. Dies erfordert das meiste Geld, das vollständige Upgrade eines Fahrzeugs erfordert normalerweise langwieriges Münzensammeln. Alle Stufen, Fahrzeuge und Upgrades zusammengerechnet kosten 419.563.500 Münzen. Rekorde werden für jede Stufe generell und ebenfalls für jedes Fahrzeug auf jeder Stufe angezeigt. Es können 69 verschiedene Erfolge (Achievements) erreicht werden, unter anderem muss man mit jedem Fahrzeug 1000 km zurücklegen. Für reales Geld können Münzen und Diamanten erworben werden. In der 2016 neu hinzugefügten Werkstatt kann man Karosserie, Motor und Reifen von Fahrzeugen nach Belieben aufrüsten und neue Fahrzeuge kreieren.

## Stufen
| Stufe            | Jahr     | Besonderheiten |
| ---------------- | -------- | --- |
| Hügelland        | Original | Brücken |
| Jahreszeiten     | 2016     | vier sich wiederholende Abschnitte (die Jahreszeiten) mit wechselnden Hintergründen, vorübergehende Decke, Teiche, Bälle, Schlamm, fliegende Plattformen, bewegende Plattformen, Blätter, Eisflächen, Eisklötze, Benachrichtigung bei Jahreswechsel |
| Wüste            | Original | Brücken, flach |
| Arktis           | Original | Brücken, hohe Berge, wenig Reibung |
| Autobahn         | Original | sehr eben, Nachfüllbenzin selten |
| Höhle            | Original | Brücken, ständige niedrige Decke, hohe Steigungen |
| Mond             | Original | extrem geringe Schwerkraft, sehr steil, viele Steigungswechsel |
| Trainingslager   | 2015     | vorübergehende Decke, wechselnde Untergründe, Sandsäcke, Holzbrücken, heranfliegende Reifen, Teiche |
| Mars             | Original | geringe Schwerkraft, Brücken, vorübergehende Decke |
| Weihnachten      | 2013     | regelmäßige umfahrbare Tannenbäume, Geschenke |
| Fremder Planet   | Original | sehr hohe Schwerkraft, große Steigungen, ständiger Wechsel zwischen Berg und Tal |
| Eishöhle         | 2013     | Brücken, ständige Decke, herunterfallende und verlangsamende Eiszapfen, geringe Reibung |
| Wald             | 2013     | Brücken, ständige umfahrbare Nadelbäume mit Stumpf, in Gruppen |
| Bergwelt         | 2013     | Brücken, sehr steil, große Unebenheiten |
| Ragnarök         | 2015     | nur Umrisse sind zu erkennen, Anzeigen sind ausgeblendet, Fahrzeuge sehen kleiner aus, verändertes Münz-, Pedal- und Angabendesign, bewegende Münzen und Juwelen, bewegende Nachfüllkanister, bewegender Boden, bewegende Plattformen, bewegende/tödliche Säulen, tödliche Teiche, vorübergehende Decke, sehr eckige Fahrbahn, Steine, fliegende Plattformen, plötzliche Schübe, riesige Klippen, eigene Hintergrundgeräusche; Stufe ist Anspielung auf das Computerspiel Badland |
| Schlammland      | 2013     | starke Reibung, verlangsamende Schlammteiche, Fahrzeugverdreckung bei Bodenkontakt |
| Vulkan           | 2013     | flach, benzinverschlingende Lavaseen |
| Strand           | 2013     | verlangsamende Seen |
| Fabrik           | 2016     | vorübergehende Decke, plötzliche starke Steigungen, Pakete aus Rohren an der Decke, giftige Flüssigkeitsteiche, Förderbänder, fliegende Plattformen, explodierende Gastonnen, bewegende Metallstreben, Karotten zum Aufheben der Vergiftung, senkrecht zu befahrende Rohre |
| Achterbahn       | 2013     | riesige Steigungen und Gefälle, zu befahrende Loopings |
| Nacht            | 2013     | Dunkelheit, Strecke schwieriger zu erkennen, Newton Bill trägt eine Kopflampe |
| Dächer           | 2014     | besteht nur aus Dächern, Holzrampen als Verbindung, manchmal größere Rampen vor häufigen Abgründen, Schornsteine |
| Schrottplatz     | 2014     | Autoschrotthaufen mit fünf abfahbaren Teilen, abfahrbare Jeepkarosserien an Kränen, Gebäude, viele Gipfel |
| Baustelle        | 2014     | besteht nur aus durch Rampen verbundenen Dächern und beweglichen, von Kränen hängenden Metallträgern, manche davon kippbar oder mit Backsteinen, darunter Abgründe |
| Regenbogen       | 2014     | besteht aus schwebenden befahrbaren Regenbögen, dazwischen Abgründe, fast ständige Steigung, keine abrupten Wechsel, erfordert Rückwärtsfliegen |
| Geisterberge     | 2014     | halloweenthematisiert, zerstörbare Kürbisse, lange, vernebelte Knochenbrücken, umfahrbare Skelette und Bäume, plötzliche schleudernde Blitze, eigene Hintergrundmusik |
| Nordpol          | 2014     | weihnachtsthematisiert, Geschenke, Dächer mit Schornsteinen (Münzen für hineingeschobene Geschenke), geringe Reibung |
| Atomkraftwerk    | 2015     | vorübergehende Decke, Kontrollapparaturen und bewegbare Behälter, radioaktive Flüssigkeitsbecken, plötzliche Steigungen, große Wippen, explodierende Tonnen |
| Arena            | 2017     | Boostverbot, Sprungschanze mit Flugstreckenmessung, Katapult, zu überfahrender Autoschrott, vorübergehende Decke, benzinverschlingende Feuerstrahlen aus dem Boden |
| Dschungel        | 2018     | Belohnung bei 10 gesammelten Schätzen, Krokodile, Schlangen, sich bewegende Bodenpassagen |
| Neon             | 2018     | sich verformende Brücken, größere Pixel, nur Umrisse des Fahrzeugs sichtbar |
| Vorhersage       | 2019     | Pilze, kleine Berge, schleimartige Elemente |
| Moor             | ?        | sinkendes Gelände und saugende Insekten, die den Tank schneller leeren |
| Vororte          | 2020     | Dosen einsammeln, Möwen ausweichen, auch Möglichkeit nach unten abzubiegen |
| Action-Held      | ?        | bei Kollision explodierende Palmen und Fahrzeuge, Follywood-Schriftzug im Hintergrund |
| Super Landleben  | ?        | Gemüse ernten, nachts allerdings keine Kartoffeln, da sonst der Kartoffelmann kommt |
| Retro-Mission    | ?        | Arcade-Spiel der 80er-Jahre als Thema, nicht endlos |
| Weltraum-Mission | ?        | mit Rakete auf Planeten landen und Bonus erhalten |

## Fahrzeuge
| Fahrzeug         | Jahr                                                | Besonderheiten |
| ---------------- | --------------------------------------------------- | --- |
| Werkstatt        | 2017                                                | selbst zusammenstellbare Fahrzeuge |
| Hill Climber     | Original                                            | Anfangsauto, früher Jeep |
| Motocross        | Original                                            | |
| Monstertruck     | Original, geändertes Aussehen seit Veröffentlichung | |
| Traktor          | 2013                                                | |
| Hippie-Bus       | 2014                                                | Umfährt Bäume; Reifen verlieren Belag und werden anschließend ausgewechselt |
| Stehroller       | 2013                                                | |
| Quad             | Original?                                           | |
| Trophy Truck     | 2017                                                | |
| Reisebus         | 2013                                                | Die Karosserie fällt ab, wenn man zweimal damit anstößt. Auch die drei Passagiere gehen dadurch nach und nach verloren. Dadurch wird der Bus leichter und kann weiter fliegen.                              |
| Rennwagen        | Original                                            | Schnelles Fahrzeug, Anpressdruck |
| Driller          | 2016                                                | |
| Polizeiwagen     | 2014                                                | verliert beim Aufprall Karosserieteile |
| Krankenwagen     | 2014                                                | verliert beim Aufprall Karosserieteile |
| Elektroauto      | 2016                                                | |
| Super Diesel 4x4 | 2013                                                | |
| Rallywagen       | Original                                            | Schnelles Fahrzeug, Anpressdruck |
| Dragster         | 2013                                                | |
| Feuerwehrauto    | 2015                                                | |
| Chopper          | ?                                                   | |
| Lowrider         | ?                                                   | |
| Panzer           | 2013                                                | Das Geschütz bricht ab, wenn man mehrmals damit anstößt. |
| Schneemobil      | 2013                                                | |
| Super Offroad    | 2015                                                | verliert bei starkem Aufprall den Heckspoiler, danach verliert es Stabilität & Anpressdruck |
| LKW              | 2013                                                | |
| Wüsten-Buggy     | 2013                                                | |
| Luftkissenboot   | 2013                                                | |
| Minibike         | 2015                                                | |
| Big Finger       | 2014                                                | Überrollkäfig, der vor Genickbrüchen schützt |
| Bimmelbahn       | 2013                                                | Gespann mit zwei Anhängern; bei zu viel Gas überhitzt die Lok und verbraucht viel Kraftstoff. Durch Kombination von Springen und Bremsen können die Waggons abgehängt und die Lok schneller gemacht werden. |
| Mondrover        | 2014                                                | Besitzt Schubdüsen, mit denen das Fahrzeug abheben kann. |
| Hot Rod          | 2015                                                | Der Motor macht das Auto schwieriger und man kann somit Hügel nicht so gut rauffahren. |
| Mutant           | 2019                                                | Drei verschiedene Autos in einem |
| Luxuswagen       | 2020                                                | Passagiere geben Trinkgeld solange sie im Wagen sind |
| Schlitten        | 2014                                                | auf vier Rentiere aufrüstbar; ideal für Nordpol-Strecke |
| Carantula        | ??                                                  | |

## Nachfolger
Der Nachfolger Hill Climb Racing 2 wurde am 28. November 2016 im Google Play Store und Anfang Dezember 2016 im App Store veröffentlicht. Es legt den Fokus auf den Multispieler-Modus; man tritt gegen drei Gegner aus aller Welt an, allerdings nicht in Echtzeit. Die Dauer einer einzelnen Saison beträgt genau einen Kalendermonat. Für einen Sieg im Pokal erhält man 200 Punkte, für einen zweiten Platz 150 Punkte, für einen dritten Platz 100 Punkte und bei einem letzten Platz 0 Punkte. Alle 10.000 Punkte (in einer Saison) tritt man gegen einen Boss an. Besiegt man diesen, erreicht man die nächste Levelstufe. Das Spiel beinhaltet inzwischen 22 Fahrzeuge, über 60 Strecken und wechselnde Events mit besonderen Aufgaben, die es zu erfüllen gilt.